# 10e circonscription du Chili
La 10e circonscription du Chili est une circonscription électorale située dans la région métropolitaine de Santiago et qui élit huits députés à la  Chambre des députés chilienne. 
Elle est créée en 2018, à partir de l'ancienne 21e, 22e et 25e circonscription sénatoriale pour élire les députés. Selon le recensement de 2017, elle compte 1 8 15 902 habitants.

## Communes
Description géographique de la dixième circonscription de la région métropolitaine de Santiago.
- Santiago : 404 495 habitants.
- Providencia : 142 079 habitants.
- Ñuñoa : 208 237 habitants.
- Macul : 116 534 habitants.
- La Granja : 116 571 habitants.
- San Joaquín : 94 492 habitants.

## Historique des députés

### Représentation partisane
| 4 | 3 | 1 |

| 4 | 1 | 1 | 1 |

### Députés

#### LVIelégislature (depuis 2022)

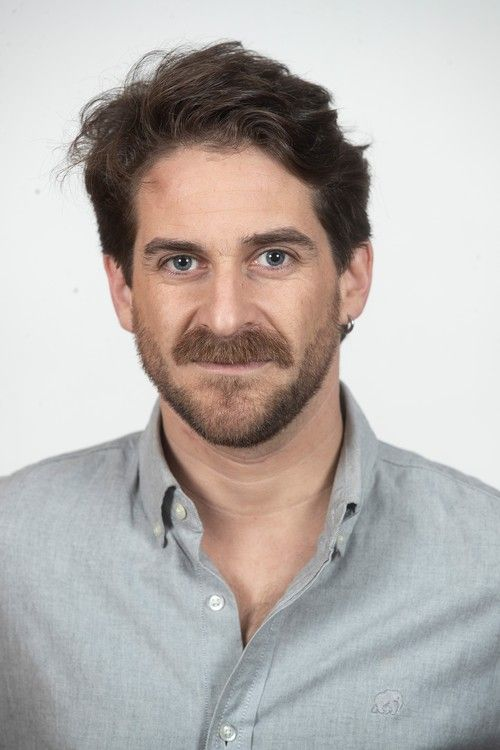
Gonzalo Winter (es) (FA)
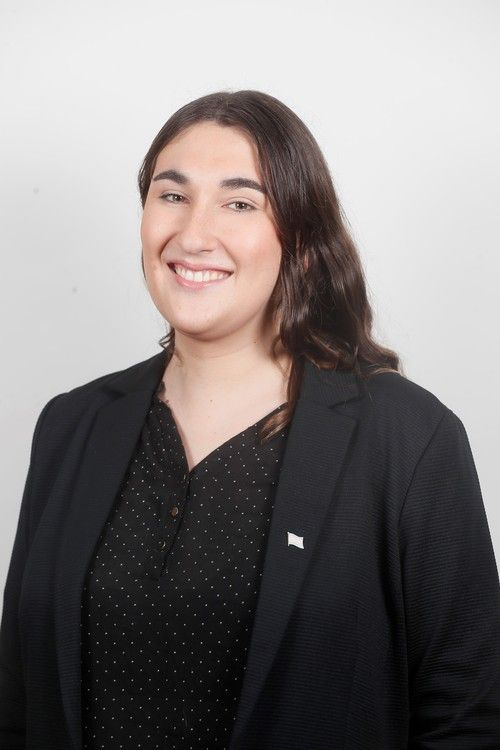
Emilia Schneider (FA)
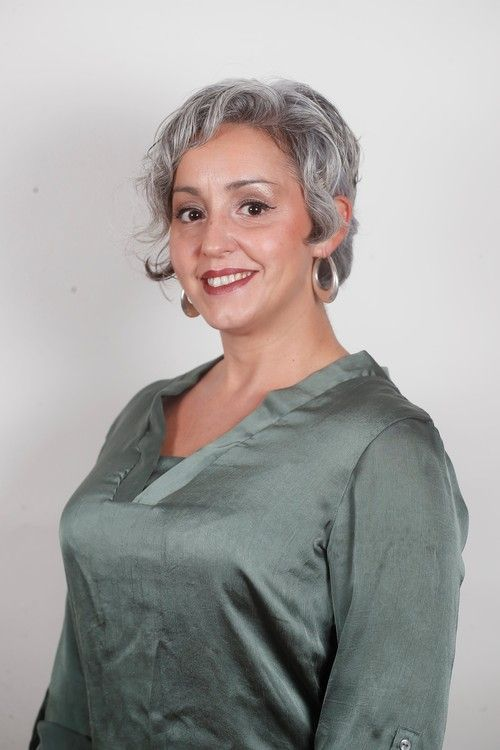
Alejandra Placencia (es) (PCCh)
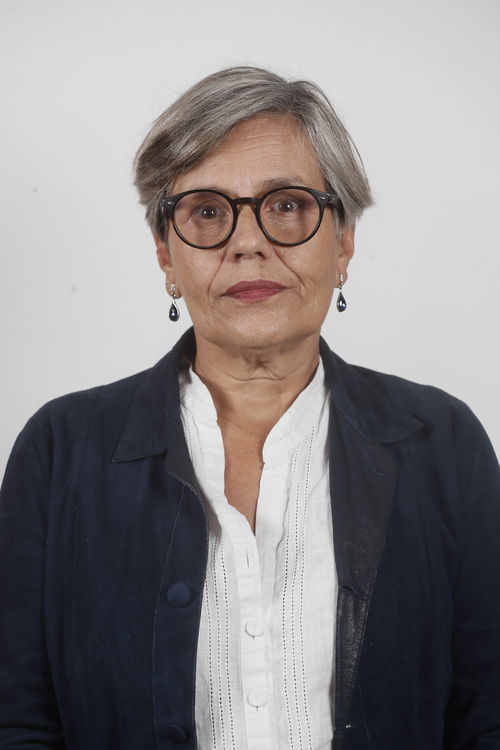
Lorena Fries (es) (FA)
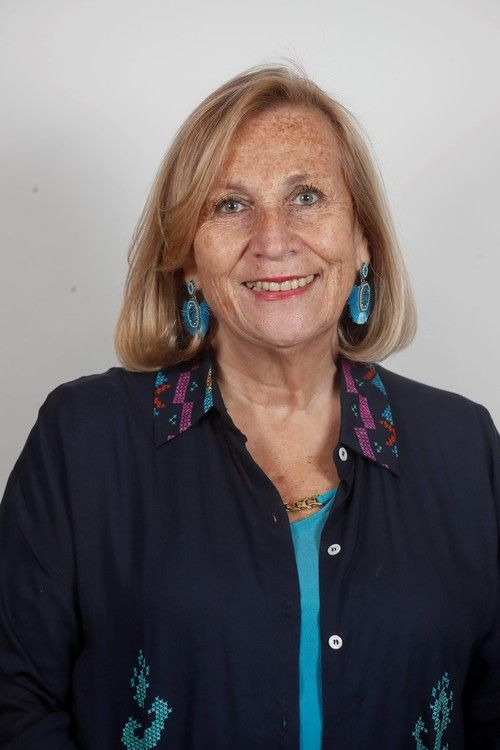
Helia Molina (PPD)
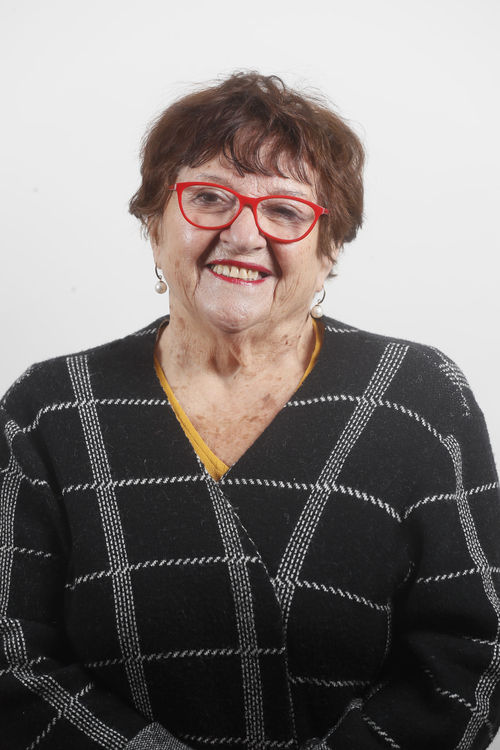
María Luisa Cordero (es) (RN)
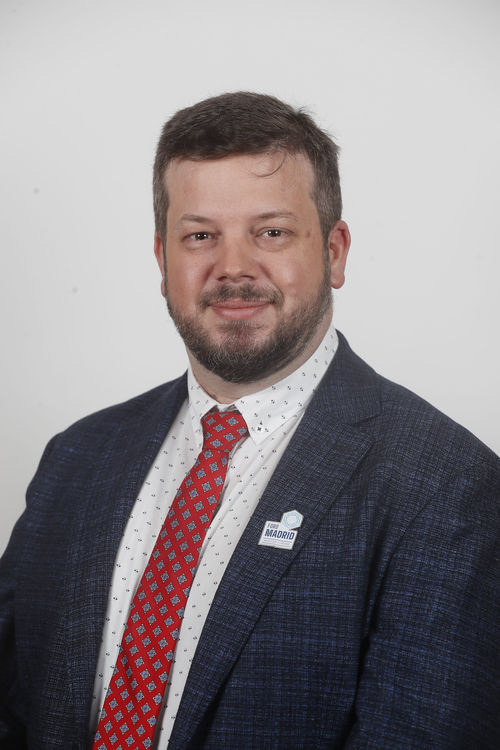
Johannes Kaiser (PNL)
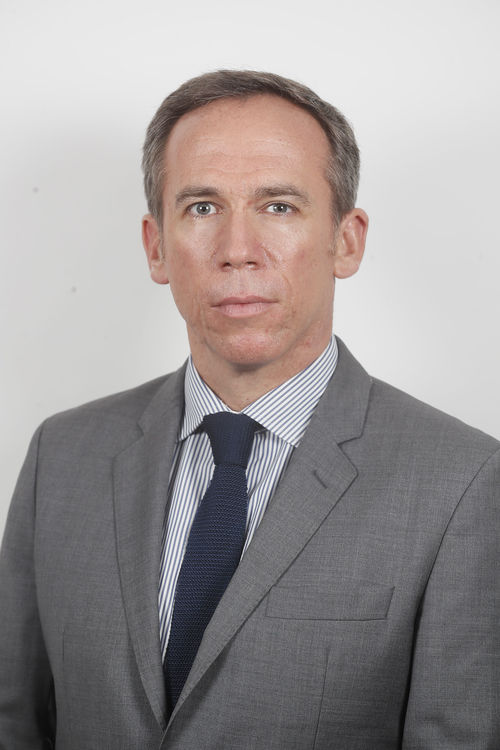
Jorge Alessandri Vergara (es) (UDI)

## Historique des élections

### Élections parlementaires de 2021

#### Résultats par partis et coalitions
| Candidat                         | Candidat                         | Coalition                        | Partis                           | Partis                           | Voix    | %     | Sièges | +/-           |
| -------------------------------- | -------------------------------- | -------------------------------- | -------------------------------- | -------------------------------- | ------- | ----- | ------ | ------------- |
|                                  | Gonzalo Winter (es)              | Approbation dignité              |                                  | CS                               | 66 632  | 14,58 | Élu    |               |
| Emilia Schneider                 |                                  | Approbation dignité              | COM                              | 26 085                           | 5,71    | Élue  |        |               |
| Alejandra Placencia (es)         |                                  | Approbation dignité              | PCCh                             | 17 971                           | 3,93    | Élue  |        |               |
| Nicole Martínez                  |                                  | Approbation dignité              | RD                               | 12 936                           | 2,83    |       |        |               |
| Lorena Fries (es)                |                                  | Approbation dignité              | CS                               | 11 521                           | 2,52    | Élue  |        |               |
| René Naranjo                     |                                  | Approbation dignité              | COM                              | 9 330                            | 2,04    |       |        |               |
| Manuel Ahumada                   |                                  | Approbation dignité              | PCCh                             | 7 643                            | 1,67    |       |        |               |
| Ramón Griffero                   |                                  | Approbation dignité              | RD                               | 3 190                            | 0,70    |       |        |               |
| Maidy Velásquez                  |                                  | Approbation dignité              | FREVS                            | 1 907                            | 0,42    |       |        |               |
| Total Approbation dignité        | Total Approbation dignité        | Total Approbation dignité        | Total Approbation dignité        | Total Approbation dignité        | 157 215 | 34,41 | 4      | 1             |
|                                  | Jorge Alessandri Vergara (es)    | Chile Pode+                      |                                  | UDI                              | 49 503  | 10,83 | Élu    |               |
| María Luisa Cordero (es)         |                                  | Chile Pode+                      | RN                               | 20 485                           | 4,48    | Élue  |        |               |
| Pablo Kast                       |                                  | Chile Pode+                      | Evópoli                          | 15 676                           | 3,43    |       |        |               |
| Sebastián Torrealba              |                                  | Chile Pode+                      | RN                               | 12 864                           | 2,82    |       |        |               |
| Savka Pollak                     |                                  | Chile Pode+                      | Evópoli                          | 8 315                            | 1,82    |       |        |               |
| Héctor Rodríguez                 |                                  | Chile Pode+                      | Evópoli                          | 2 472                            | 0,54    |       |        |               |
| Alan Roldán                      |                                  | Chile Pode+                      | RN                               | 1 758                            | 0,38    |       |        |               |
| Carlos Cisterna                  |                                  | Chile Pode+                      | UDI                              | 1 735                            | 0,38    |       |        |               |
| Total Chile Pode+                | Total Chile Pode+                | Total Chile Pode+                | Total Chile Pode+                | Total Chile Pode+                | 112 808 | 24,67 | 2      | 1             |
|                                  | Johannes Kaiser                  | Front social-chrétien (es)       |                                  | PRCh                             | 26 560  | 5,81  | Élu    |               |
| Pía Marinovic                    |                                  | Front social-chrétien (es)       | PRCh                             | 13 099                           | 2,87    |       |        |               |
| Carolina Gárate                  |                                  | Front social-chrétien (es)       | PRCh                             | 4 646                            | 1,02    |       |        |               |
| Ricardo Delgado                  |                                  | Front social-chrétien (es)       | PRCh                             | 2 045                            | 0,45    |       |        |               |
| José Vallejo                     |                                  | Front social-chrétien (es)       | PRCh                             | 1 640                            | 0,36    |       |        |               |
| Camilo Cammas                    |                                  | Front social-chrétien (es)       | PRCh                             | 1 561                            | 0,34    |       |        |               |
| Sonja del Río                    |                                  | Front social-chrétien (es)       | PRCh                             | 1 544                            | 0,34    |       |        |               |
| Carlos Traub                     |                                  | Front social-chrétien (es)       | PRCh                             | 941                              | 0,21    |       |        |               |
| Total Front social-chrétien (es) | Total Front social-chrétien (es) | Total Front social-chrétien (es) | Total Front social-chrétien (es) | Total Front social-chrétien (es) | 53 454  | 11,70 | 1      | 1             |
|                                  | Helia Molina                     | Nouveau Pacte Social             |                                  | PPD                              | 18 944  | 4,15  | Élue   |               |
| Jacqueline Saintard              |                                  | Nouveau Pacte Social             | PDC                              | 6 372                            | 1,39    |       |        |               |
| Claudio Arriagada                |                                  | Nouveau Pacte Social             | PL (es)                          | 5 941                            | 1,30    |       |        |               |
| Gabriela Carrera                 |                                  | Nouveau Pacte Social             | PS                               | 4 853                            | 1,06    |       |        |               |
| María José Cumplido              |                                  | Nouveau Pacte Social             | PL (es)                          | 4 492                            | 0,98    |       |        |               |
| Rosa Valenzuela                  |                                  | Nouveau Pacte Social             | PDC                              | 3 120                            | 0,68    |       |        |               |
| Cristián Aránguiz                |                                  | Nouveau Pacte Social             | PS                               | 2 080                            | 0,46    |       |        |               |
| Yolanda Pizarro                  |                                  | Nouveau Pacte Social             | PPD                              | 1 438                            | 0,31    |       |        |               |
| Miriam Señoret                   |                                  | Nouveau Pacte Social             | PR                               | 933                              | 0,21    |       |        |               |
| Total Nouveau Pacte Social       | Total Nouveau Pacte Social       | Total Nouveau Pacte Social       | Total Nouveau Pacte Social       | Total Nouveau Pacte Social       | 48 173  | 10,54 | 1      | en stagnation |